# Parc solaire de Golmud de Huanghe Hydropower
Le Parc solaire de Golmud de Huanghe Hydropower (chinois simplifié : 格尔木市太阳能光伏电站 ; pinyin : gé'ěrmù shì tàiyáng néng guāngfú diànzhàn) est une centrale solaire photovoltaïque d'une puissance de 458 MW, située sur le territoire de la municipalité de Golmud, dans la province de Qinghai, en Chine. Commencé en 2009, il est prévu qu'il produise 317,2 GWh/an à la fin de sa construction,.
En septembre 2015, le parc atteignait une capacité de 600 MW.